# Mario Topolšek

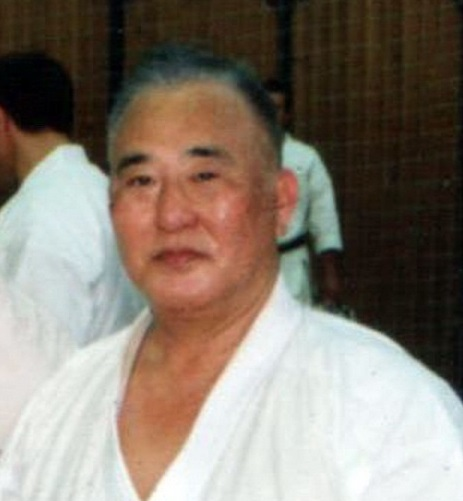
Sensei Taiji Kase (1929–2004)

Kaligrafie japonského slova Uechi-Ryu – výrazu pro okinawanský styl karate

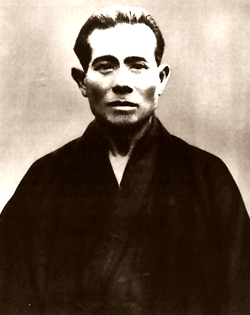
Sensei Kanbun Uechi (1877–1948)

Nejstarší symbol tchaj-ťi čchüan

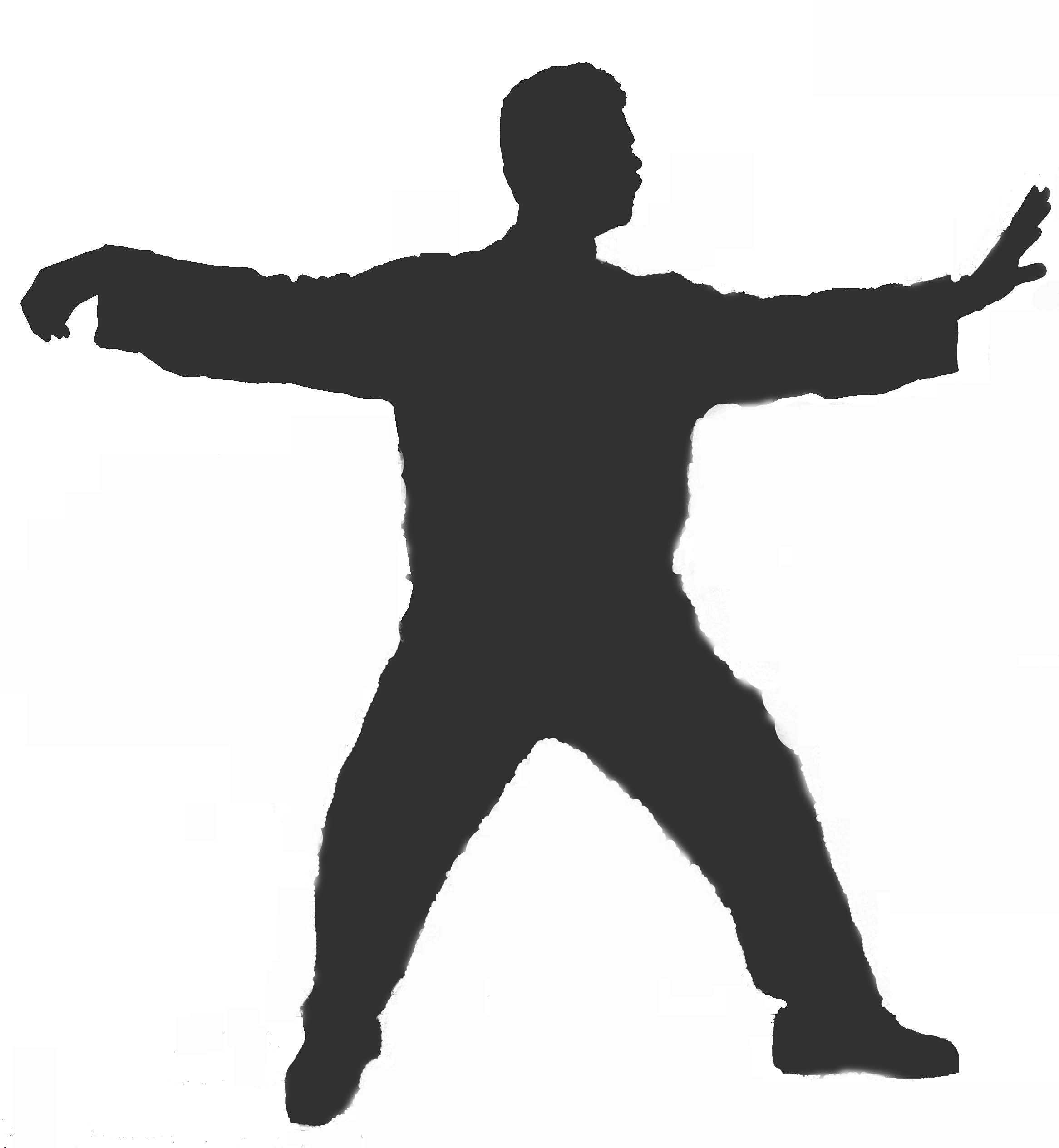
Piktrogram (silueta cvičence) v tchaj-ťi čchüan pozici nazývané „jednoduchý bič“

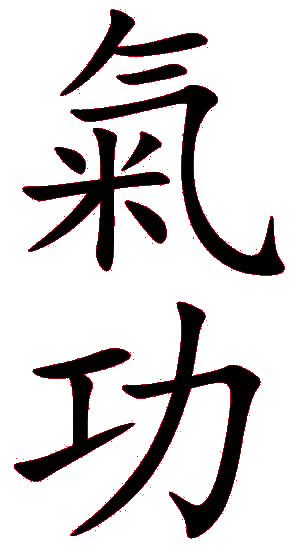
Čínské znaky s významem: Čchi-kung

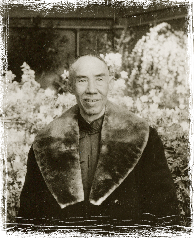
Wang Xiangzhai (1885–1963) zakladatel bojového umění Yiquan (Yi Quan)

Mario Topolšek (12. září 1942 Záhřeb – 21. ledna 2021 Bělehrad) byl srbský instruktor a propagátor vnitřních bojových umění se zaměřením na jejich léčebné aspekty, učitel (trenér) a funkcionář japonského karate a znalec dálněvýchodních léčebných postupů.

## Život
Mario Topolšek se narodil 12. září 1942 v Záhřebu. Již v mládí se věnoval sportu.

### Začátky v Paříži
S karate se poprvé setkal v roce 1965 v Paříži a začal jej cvičit pod vedením svého prvního učitele, kterým byl Sensei Taiji Kase (v té době 7. dan, styl Shotokan ryu). Svoje první lekce karate absolvoval Mario Topolšek v jednom z nejstarších karate klubů v Evropě v Karate Club de France, odkud vzešlo mnoho francouzských, evropských a světových šampionů v karate.

### Na Okinawě
Počátkem 70. let 20. století odcestoval Topolšek do světové kolébky karatistického umění – na malý japonský ostrov Okinawu, kde se stal studentem mistra Kanei Uechi v karate „škole Uechi“. Mario Topolšek po svém příjezdu na Okinawu byl v pořadí teprve druhým Evropanem, který cvičil (dvakrát denně po dobu 6 nebo 7 hodin) ve světovém centru Uechi Karate – Soke Shubukan Dojo.
Po návratu z Okinawy do Jugoslávie pokračoval Mario Topolšek v praktikování karate a brzy se kolem něj vytvořila skupina nadšenců, kteří se začali této dovednosti učit.

### 70. léta 20. století
V roce 1972 založil Topolšek v hlavním městě Jugoslávie v Bělehradě první asociaci karate Uechi-Ryu v Evropě a krátce nato (v roce 1973) uspořádal první seminář Uechi-Ryu v Evropě, který se konal v Jugoslávii. Byl to vůbec první seminář karate Uechi-Ryu (určený pro studenty různých karate škol) vedený učitelem z Okinawy mistrem Shimobukuro (4. dan, škola karate Uechi-Ryu). V roce 1975 získal Mario Topolšek na Okinawě certifikát Uechi-Ryu 3. dan; průkaz způsobilosti instruktora Uechi-Ryu číslo licence 59 a byl povýšen na technického poradce pro Uechi-Ryu karate v Jugoslávii.

### Další aktivity
Kromě praxe v dojo „Soke Shubukan“ Uechi-Ryu na Okinawě navštěvoval Topolšek i další dojo a věnoval se praxi s dalšími mistry, kterými byli:
- Sensei Tsutomu Nakahodo (8. dan);
- Sensei Tetsuo Takamiyagi (7. dan);
- Sensei Seiyu Shinjo (6. dan)

a kromě toho navazoval další kontakty s učiteli a mistry jiných škol karate.

### 80. léta 20. století
V roce 1980 získal Mario Topolsek na Okinawě certifikát Uechi-Ryu karate 4. dan.
Mario Topolšek se postupem času stal držitelem mnoha mezinárodních uznání a certifikátů. Mezi ta uznání, jichž si nejvíce vážil patřilo i ocenění z roku 1981, které obdržel z Okinawy od organizace Okinawa Uechi Karate Association, kde bylo napsáno:
Vzdáváme hold váženému panu Mario Topolšekovi za jeho obětavost a přínos k šíření Uechi-Ryu karate–do po celé Jugoslávii. Svoji vděčnost za tyto úspěchy vyjadřujeme při příležitosti 33. výročí úmrtí mistra Kanbun Uechi.
Okinawa Uechi Karate Association, Okinawa, 1981, 
I po roce 1981 se Mario Topolšek ještě několikrát buď sám nebo spolu se svými studenty vydal na japonskou Okinawu, aby se zdokonalil.
V roce 1983 obdržel Topolšek na Okinawě z rukou mistra Kanei Uechi osvědčení Master Instructor 5. dan Uechi-Ryu.

### 90. léta 20. století
V roce 1997 se Topolšek účastnil na Okinawě (jako host sdružení The Okinawa Karate Association) 1. mistrovství světa v karate a kobudo okinawských škol karate. V tomto roce (1997) navštívil Mario Topolšek na Okinawě dojo Zakimi, kde se stal studentem Senseie Seiko Toyama (9. dan, Uechi-Ryu).
V roce 1997 založil Mario Topolšek v Praze v České republice Evropskou Uechi karate federaci (European Uechi Karate Federation, EUKF) a Mezinárodní akademii Taichigong (International Taichigong Academy, ITA).
V roce 2007 přestal Mario Topolšek cvičit Uechi-Ryu karate, v němž nakonec dosáhl vysokého stupně pokročilosti 8. dan (černý pás).

### Další bojová umění
Souběžně s tím, jak se věnoval karate, zabýval se od počátku 70. let 20. století také vnitřním bojovým uměním tchaj-ťi čchüan. Po několika letech specializovaného studia si v bývalé Jugoslávii otevřel školu (jednu z prvních toho druhu na Balkáně), kde toto původně čínské bojové umění podporující zároveň zdraví a vitalitu vyučoval. V roce 2006 získal dovednost v bojovém umění Yi chuan a stal se žákem Yao Chengoronga syna dědice této školy, kterou po sobě zanechal její zakladatel Wang Xiangzhai. V roce 2007 otevřel Mario Topolšek pro své studenty první školu tohoto terapeutického a bojového umění Yi Quan (dovednost zvaná též Dacheng tedy v překladu dokonalé umění) na Balkáně.
Mario Topolšek byl také jedním z propagátorů cvičení tchaj-ťi čchüan, Čchi-kung a Yi Chuan v Evropě. Byl znám nejen jako dobrý znalec bojových umění, ale byly též vyzdvihovány jeho terapeutické dovednosti opírající se o dálněvýchodní lékařské a léčitelské znalosti (např. tradiční čínskou medicínu).

### Závěr
Mistr Mario Topolšek žil a učil dlouhou dobu v Praze. Byl ředitelem „Evropské federace uechi karate“ (Europian Uechi Karate Federation, EUKF) a „Mezinárodní akademie Taichigong“ (International Taichigong Academy, ITA). Mario Topolšek zemřel 21. ledna 2021 v Bělehradě. Byl pohřben na Novém hřbitově v bělehradské městské části Bežanija dne 27. ledna 2021.

## Publikační činnost
Je autorem mnoha knih a textů na téma bojových umění a zlepšování kvality života. Mario Topolšek je autorem asi patnácti knih a publikací, jenž ovlivnily mnoho generací praktiků a nadšených příznivců bojových umění. Po roce 2000 vydané knižní publikace (Spontánní kruh, Cesta dokonalého člověka, Yiquan a Cesta srdce) shrnují jeho celoživotní poznatky z oblasti tělesných a mentálních cvičení a zdravého životního stylu.
- TOPOLŠEK, Mario. Spontánní kruh: cesta zdraví a umění. První vydání; Praha: E.U.K.F., 2013; 248 stran; ISBN 978-80-905498-0-7.[6]
- TOPOLŠEK, Mario. Cesta dokonalého člověka: spirituální rotace světla - rozvíjení vnitřního poznání. Vydání první; Praha: E.U.K.F., 2014; 208 stran; ISBN 978-80-905498-1-4.[7]
- TOPOLŠEK, Mario. Stezka srdce. První vydání; Praha: E.U.K.F., 2018; 176 stran; ISBN 978-80-905498-2-1.[8]